# Matthias Herget
Matthias Herget (* 14. November 1955 in Annaberg-Buchholz) ist ein ehemaliger deutscher Fußballspieler.

## Vereine
Herget spielte als Libero von 1976 bis 1989 insgesamt 237 Mal (26 Tore) für den VfL Bochum und Bayer 05 Uerdingen in der Bundesliga. In der 2. Bundesliga absolvierte er für Rot-Weiss Essen, Bayer Uerdingen und den FC Schalke 04 insgesamt 196 Spiele und erzielte dabei 43 Tore.
Einer der Höhepunkte seiner Karriere – neben dem Sieg im DFB-Pokal 1985 mit Bayer Uerdingen gegen den FC Bayern München – war das Rückspiel im Viertelfinale des Europapokals der Pokalsieger 1986: Bayer setzte sich mit 7:3 gegen Dynamo Dresden durch, nachdem das Hinspiel in Dresden mit 0:2 verloren worden war und Bayer Uerdingen im Rückspiel nach einer knappen Stunde noch 1:3 zurückgelegen hatte.
Am 13. September 1980 im Heimspiel gegen Holstein Kiel erzielte Herget für RW Essen einen „lupenreinen“ Hattrick, wobei er alle Treffer durch Elfmeter erzielte. Er ist der einzige Spieler im deutschen Profifußball, dem dies bisher gelang.
Herget erzielte zweimal in Bundesligaspielen und einmal in einem Länderspiel jeweils das Tor des Monats der ARD-Sportschau:
- am 20. August 1983 im Spiel Bayer Uerdingen gegen Eintracht Frankfurt das Tor zum 2:0 (Endstand 5:2),
- am 22. März 1986 im Spiel Hamburger SV gegen Bayer Uerdingen das Tor zum 0:2 (Endstand 1:4), und
- am 25. September 1985 im WM-Qualifikationsspiel Schweden gegen Deutschland das Tor zum 0:2 (Endstand 2:2).

Herget beendete 1990 seine Laufbahn als Fußballspieler in der 2. Bundesliga beim FC Schalke 04.

## Nationalmannschaft
Bei der deutschen Nationalmannschaft brachte es Herget zwischen 1983 und 1988 auf 39 Einsätze, bei denen er vier Tore erzielte. Mit der deutschen Auswahl nahm er an der Fußball-Weltmeisterschaft 1986 in Mexiko und an der Fußball-Europameisterschaft 1988 in Deutschland teil.
Die wohl größte Enttäuschung für ihn war das Wechselspiel auf der Liberoposition in der DFB-Nationalmannschaft im Sommer 1986. Kurz vor der für die Beckenbauer-Elf mit der Vizeweltmeisterschaft belohnten Teilnahme wurde Herget zunächst durch Klaus Augenthaler und, nachdem der Bayern-Profi sich verletzt hatte, durch Ditmar Jakobs ersetzt.
Bei der EM 1988 bestritt er alle Spiele von Beginn an. Im Halbfinalspiel, in dem Deutschland gegen die Niederlande ausschied, wurde er in der Pause für Hans Pflügler ausgewechselt.

## Nach der aktiven Laufbahn
Trainer war Herget im Amateurbereich, u. a. bei den Sportfreunden Eisbachtal in der Oberliga Südwest und dem 1. FC Bocholt in der Regionalliga West/Südwest. Seit 1994 ist er für diverse Fußballschulen tätig und gibt Seminare für Amateurtrainer. Im April 2013 wurde Herget sportlicher Leiter des Oberligisten Schwarz-Weiß Essen als Nachfolger von Dirk Helmig.